# Anton Bebler

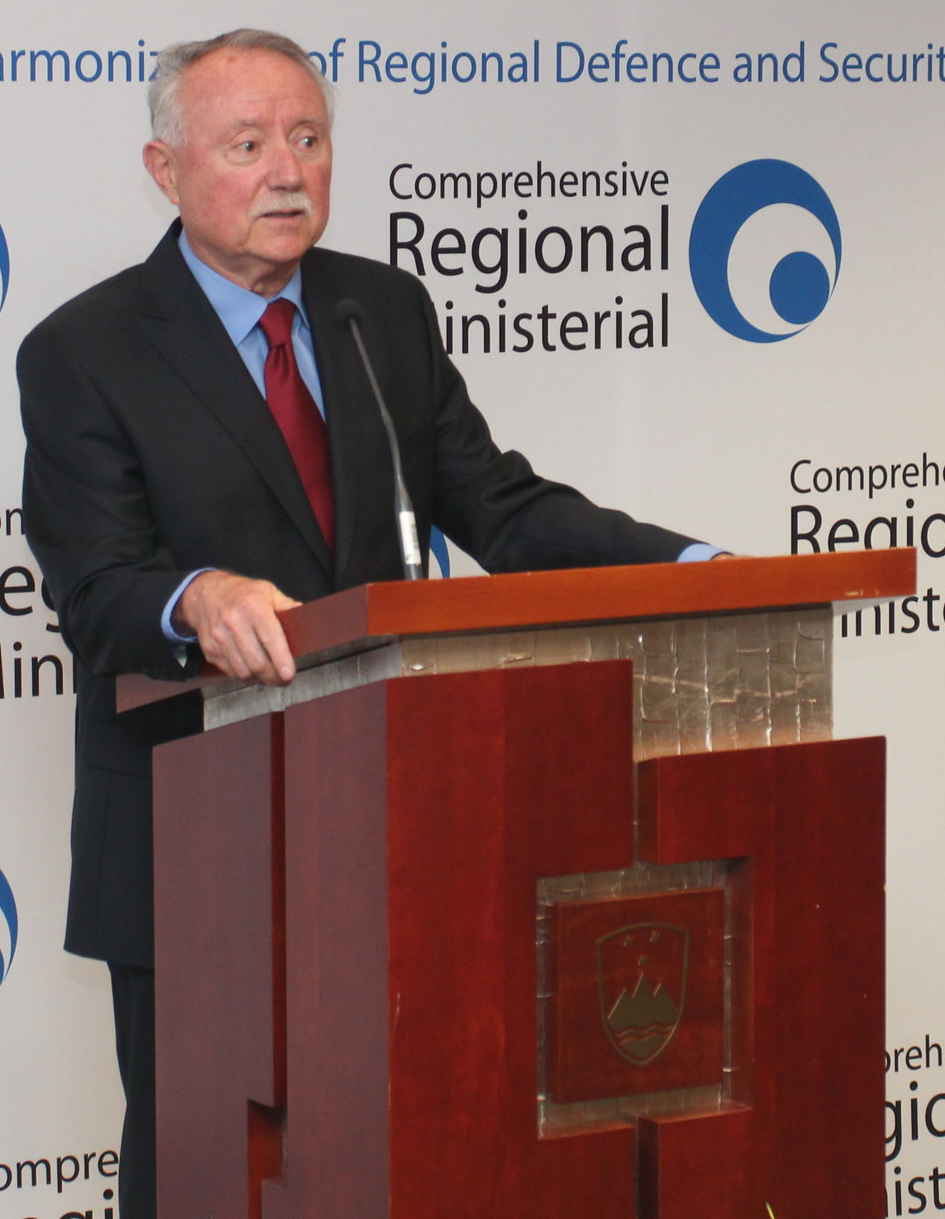
Anton Bebler (2013)

Anton Alex Bebler  (* 10. März 1937 in Moskau) ist ein jugoslawischer bzw. slowenischer Politikwissenschaftler. Er ist der Sohn von Aleš Bebler (1907–1981, jugoslawischer Generalmajor und Politiker).

## Leben
Anton Bebler war Professor für Politikwissenschaft mit Schwerpunkt Militärpolitik an der Universität Ljubljana.
Von 1992 bis 1997 war er Botschafter Sloweniens bei der UNO in Genf. Seit 1998 ist er Präsident der Združenje Evro-atlantski svet Slovenije (wie die Deutsche Atlantische Gesellschaft ein Zweig der Atlantic Treaty Association), die Propaganda für den NATO-Beitritt Sloweniens machte.
Bei der Wahl zum Präsidenten Sloweniens 2002 trat er als Kandidat der Demokratischen Pensionistenpartei Sloweniens an, erreichte aber nur 1,8 % der Stimmen.

## Werke
- Military rule in Africa : Dahomey, Ghana, Sierra Leone, and Mali, 1973
- Marksizem in vojaštvo (Marxismus und Militär), 1975 (serbokroatische Ausgabe: Marksizam i vojništvo, 1977)
- Wehrdienstverweigerung in sozialistischen Staaten, in: Europäische Rundschau, Jg. 18.1990, S. 107–121
- Civil-military relations in post-communist states. Central and Eastern Europe in transition, 1997 (ISBN 0-275-95350-5)